# ميديا
ميديا المذكورة هنا هي شخصية في الأساطير الإغريقية، إن أردت البحث عن الدولة الإيرانية القديمة، رَ ميديون.

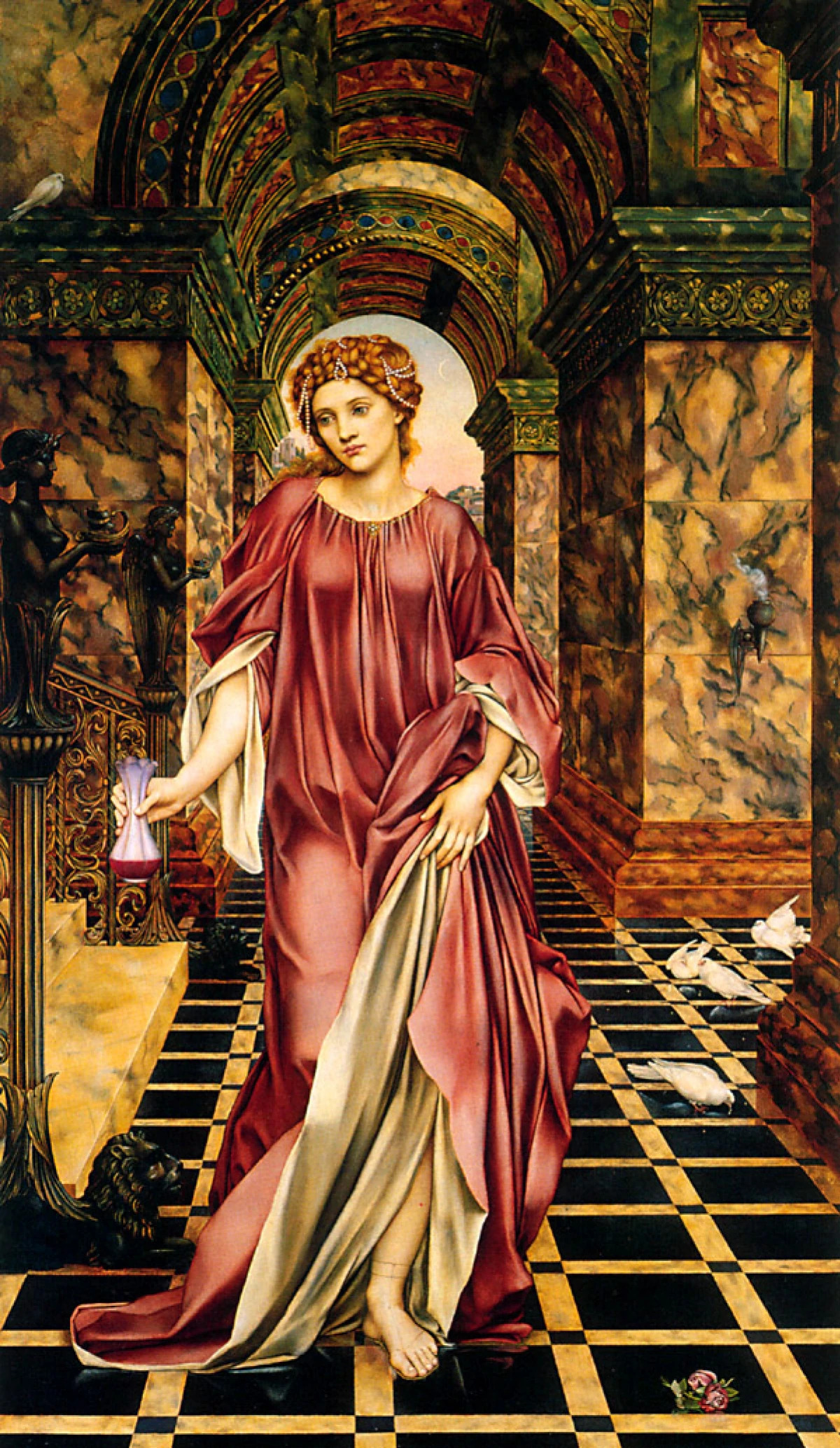
ميديا بلوحة إيفلين دي مورغان

ميديا هي ساحرة في الأساطير الإغريقية وكانت ابنة أيتس ملك كولخيس، وقد رماها أبوها في السجن بعد أن خاف من سحرها، واستخدمت سحرها في الهرب من السجن وذهبت إلى معبد هيليوس إله الشمس وهو جدها كما يزعم. وقعت في حب جاسون زعيم الأرغونوت الذي وصل لكولخيس في ذلك الوقت، وساعدته على الهرب، وعندما عادا إلى ثيساليا خدعت عم جاسون المدعو بيلياس وقتلته بعد أن وعدته بردّ شبابه.
انزعج جاسون من زوجته الهمجية فتزوج عليها لكنها قتلت زوجته الثانية وأولادها في نوبة غضب، فهربت من كورنث، في عربتها التي تقودها التنانين التي كانت هدية هيليوس، ووصلت إلى أثينا حيث تزوجت الملك أوغيوس وأنجبت منه ابنا سمي ميدوس ولكن عندما اكتشف الملك أنها تخطط لقتل ابنه الآخر ثيسيوس، فاضطرت لترك أثينا والهرب. في رحلة هروبها رافقها ابنها وعادت لكولخيس وأعادت أباها للعرش والذي أخذه منه أخوه بيرسس.
يعتبر ابنها ميدوس سلف شعب الميديين وسميّهم، وكرمت ميديا كربة كورنث وقيل أنها أصبحت زوجة أخيل، وكان مركز عبادتها موجودا في ثيساليا والتي كانت تعد مركز السحر. ومع مرور الوقت لم تعد شخصيتها محبوبة، وفي حكاية جاسون كانت طيبة وسليمة النية بينما جعلها يوربيدس كاهنة همجية في مسرحية هيكاتي، بينما صورها المؤلفون في عهد الإسكندر بصورة قاتمة، وبعض الكتابات تعتبرها إلهة القمر لكن الفكرة القديمة عنها كساحرة ثيسالية هو على الأغلب الأصح فيها.
تظهر شعبية قصة جاسون وميديا في كمية كبيرة من الأعمال الأدبية، والقصة الأصلية كانت على الأغلب موجودة في قصيدة ملحمية نسبت لبرودسيكوس من فوكايا. وهي موجودة بشكل أطول في القصيدة البيثية الرابعة لبيندار، وهي تشكل موضوع قصة أرغونوتيكا من تأليف أبولودوروس روديوس. وكانت موضوع رسالة مؤثرة (ميديا إلى جاسون) في كتاب هيريودس لأوفيد، وهي بطلة تراجيديات ليوربيديس وسينيكا، وهناك مسرحيات ضائعة لأيسخيلوس وإنيوس (والتي تبناها عن يوربيدس)، كذلك كتب نيوفرون السيكيوني وميلانثيوس مسرحيات عنها بالاسم نفسه.
موت غلاوكي ومقتل ابنائها على يد ميديا مصور في الفن القديم، وهناك صورة لها رسمها توموماخوس البيزنطي حيث تمعن التفكير إن كان يجب أن تقتل أبناءها أم لا، ونسخ لهذه اللوحة موجودة في جداريات بومبي وهيركولانوم.

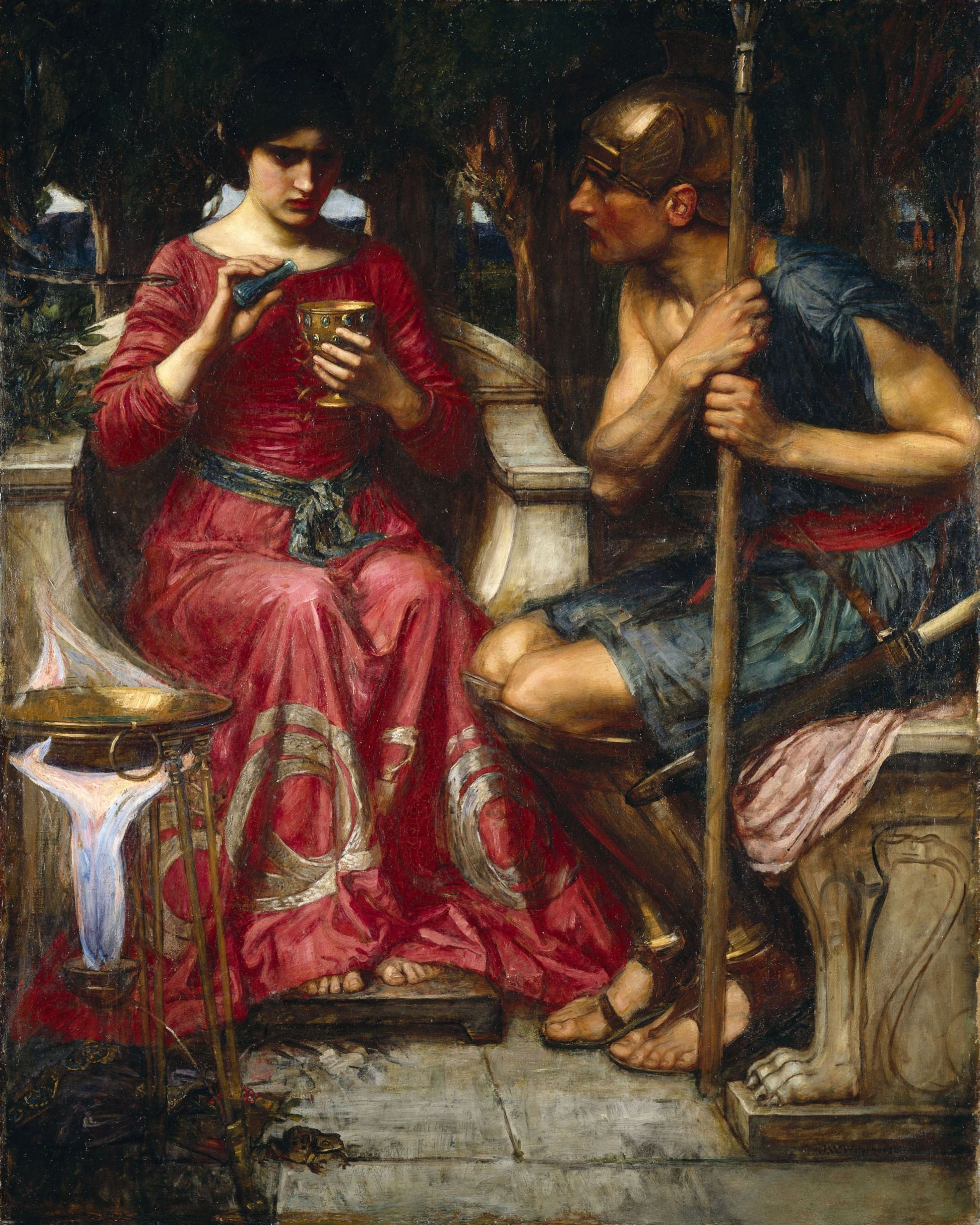
جاسون وميديا من رسم الفنان الإنجليزي جون ويليام واترهاوس عام 1907.